# Mont Saint-Michel
Mont Saint Michel je majhna otoška občina v Spodnji Normandiji, ob severni obali Francije, ob ustju reke Couesnon, blizu Avranchesa. Obsega 100 ha površine in ima 29 prebivalcev (2023).
Na njem stoji opatija, Abbaye du Mont Saint Michel, ki je enkraten in veličasten primer srednjeveške arhitekture. Srednjeveški gradbeniki so okoli 80 metrov visoke granitne skale piramidne oblike obdane s peščenimi sipinami in živim peskom, nanizali stavbe opatije.
Zgodovina sega v leto 708, ko je Aubert, škof iz Avranchesa, dal postaviti kapelo na vzpetini, ki se je prvotno imenovala Mont-Tombe (staro ime) in je bila posvečena sv. Mihaelu. Kapelica je kmalu postala romarski kraj. V 10. stoletju so benediktinci ustanovili samostan, ki je skozi srednji vek nosil veliko versko in vojaško vlogo (stoletna vojna). Arhitektura samostana je tako tudi lep primer vojaško-strateške arhitekture. Samostan je bil nepremagljiv in se je upiral angleškim poskusom zavzetja. Tako je postal eden izmed simbolov francoske narodne identitete. Po razpustitvi redovne skupnosti med francosko revolucijo je vse do 1863 samostan služil kot zapor. Leta 1874 je bil zaznamovan kot kulturni in zgodovinski spomenik in pričela so se velika obnovitvena dela, stavbe pa se redno obnavljajo še danes.
Zanimivost zemljepisne lege tega samostana je tudi v močni morski bibavici. Razlika med plimo in oseko je v Normandiji in Bretanji 8 in več metrov. Tako je samostanski grič občasno več ur dnevno odrezan od kopnega in postane otok.
Mont Saint Michel je od leta 1979 vpisan v seznam svetovne kulturne dediščine UNESCO, letno ga obišče prek 3 milijone ljudi.

## Geografija

### Nastanek
Zdaj skalnat, občasno otok zaradi plimovanja, je bil v prazgodovini na kopnem. Ko se je morska gladina dvignila, je erozija preoblikovala obalno krajino in v zalivu se je pojavilo več izdankov granita ali granulita, ki se je upiral obrabi oceana bolj od okoliških kamnin. Te so bile Lillemer, Mont-Dol, Tombelaine (otok na severu) in Mont Tombe, kasneje imenovan Mont Saint-Michel. Mont ima obseg približno 960 metrov in sega 92 metrov  nad morsko gladino, na najvišji točki. 

### Bibavica
Plimovanje se lahko zelo razlikuje in znaša približno 14 metrov, med visokim in nizkim vodostajem. Popularni vzdevek "St. Michael v nevarnosti morja", ki ga uporabljali srednjeveški romarji, ki opravljali svojo pot čez ravnico, Mount še vedno predstavlja nevarnost za obiskovalce, ki se izogibajo poti in poskušajo nevaren sprehod čez pesek.
Polder (nasip) in občasne poplave so ustvarili slane močvirske travnike, ki so idealni za pašo ovc. Tudi okus mesa, ki nastane kot posledica prehrane ovc na pré salé  (slani travnik) naredi agneau de pré-salé (slana jagnjetina) lokalno specialiteto, ki jo lahko najdete na jedilnikih restavracij, ki so odvisne od dohodka mnogih obiskovalcev gore.

### Otok
Povezava med Mont Saint-Michel in celino se je spreminjala skozi stoletja. Prvotna povezava z velikim nasipom (pot je bila prehodna šele ob oseki), je bila spremenjena v dvignjeno pot (trajno suho) leta 1879, ki je preprečevala plimi nanašanje mulja okoli gore. Obalne ravnice so s polderji spremenili v pašnike, zmanjšali razdaljo med obalo in otokom in reko Couesnon kanalizirali, kar je zmanjšalo disperzijo pretoka vode. Vsi ti dejavniki so spodbudili zamuljevanje zaliva.
16. junija 2006 so francoski premier in regionalne oblasti napovedale 164.000.000 € težek projekt (Projet Mont-Saint-Michel)  za izgradnjo hidravličnega jezu z uporabo vode iz reke Couesnon, da bi plimovanju pomagali odpraviti nakopičen mulj in da bi Mont Saint-Michel ponovno postal otok. Dokončanje projekta je predvideno za leto 2015.
Gradnja jezu se je začela leta 2009 in je zdaj končana .Projekt je vključeval tudi odstranitev nasipa in parkirišča za obiskovalce, ker je bilo 28. april 2012 odprto novo parkirišče na celini, približno 2,5 km oddaljeno od otoka. Obiskovalci gredo na otok lahko peš ali uporabljajo avtobus.
Dne 22. julija 2014 je bil za javnost odprt novi most arhitekta Dietmarja Feichtingerja. Most omogoča vodi, da se prosto pretaka pod in okoli otoka, s čimer je izboljšana učinkovitost zdaj že izvedenega jezu.

## Zgodovina
Mont Saint-Michel je bil uporabljen v šestem in sedmem stoletju kot trdnjava Armoricanov, galsko-rimskega ljudstva in moč proti Frankom, kar bi pomenilo konec trans-kanalske kulture, ki je ostala po odhodu Rimljanov v letu 460. Od približno petega do osmega stoletja je Mont Saint-Michel pripadal ozemlju Nevstrijw, v začetku devetega stoletja pa je bilo pomembno mesto za pohode po Nevstriji.
Pred gradnjo prvega samostana v 8. stoletju, se je otok imenoval Mont Tombe (latinsko: tumba). Po legendi se je nadangel Mihael pojavil leta 708 sv. Aubertu, škofu Avranchesa in ga poučil, naj zgradi cerkev na skalnatem otočku. Aubert je večkrat prezrt nadangelov pouk, dokler ni Mihael zažgal luknjo v škofovi lobanji s prstom. 
Ker ni mogel braniti svojega kraljestva pred napadi Vikingov, je kralj Frankov dodelil polotok Cotentin in Avranchin, vključno z Mont-Saint-Michelom Bretoncem leta 867, v skladu s pogodbo iz Compiègneja. To je zaznamovalo začetek kratkega obdobja bretonske posesti Monta. V resnici ta zemljišča in Mont Saint-Michel nikoli niso bila zares vključena v vojvodino Bretanjo in ostala neodvisna škofija v novoustanovljeni bretonski nadškofiji Dol. Ko je bil Rollo potrjen kot nadškof v Rouenu, so te postale tradicionalne izpostave Rouenske nadškofije.
Mount je znova pridobil strateški pomen leta 933, ko je Viljem I. Normandijski (Guillaume Longue-Épée) priključil Cotentinski polotok od oslabelih bretanskih vojvod. Tako je postala gora dokončno del Normandiji in je upodobljena na Tapiseriji iz Bayeuxa, ki obeležuje normansko osvojitev Anglije leta 1066. Harold, grof iz Wessexa na sliki na tapiseriji rešuje dva normanska viteza iz živega peska v plimi na ravnici v boju z Conanom II., vojvodom Bretanje. Normansko vojvodsko pokroviteljstvo je financiralo spektakularno zgradbo opatije v poznejših stoletjih.
Leta 1067 je samostan Mont Saint-Michel dal svojo podporo vojvodi Viljemu Normandijskemu v njegovem zahtevku za prestol Anglije. To je bilo nagrajeno s posestvom in zemljišči na angleški strani Rokavskega preliva, vključno z majhnim otokom ob jugozahodni obali Cornwalla, ki je bil narejen po vzoru na Mount in postal normanski samostan z imenom St Michael Mount, Penzance.
Med stoletno vojno je Anglija ponavljala napade na otok, vendar ga ni mogla osvojiti zaradi dobre utrjenosti opatije. Anglija je sprva oblegala Mont leta 1423-1424, nato pa še 1433-1434 z angleškimi silami pod poveljstvom Thomas Scalesa. Dva železna topova še vedno spominjata na obleganje mesta. Znana sta kot les Michelettes. Odločen odpor Mont Saint-Michela je navdihnil Francoze, še posebej, Ivano Orleansko.
Ko je leta 1469 Ludvik XI. Francoski ustanovil red sv. Mihaela, je bilo predvideno, da bi samostanska cerkev na Mont Saint-Michel postala kapela tega reda, a zaradi svoje velike oddaljenosti od Pariza, ta njegov namen ni bil uresničen.
Bogastvo in vpliv opatije se je razširil na številne hčerinske ustanove, tudi na St. Michael's Mount v Cornwallu. Njegova priljubljenost in ugled kot središče romanja je upadla z reformacijo in v času francoske revolucije je bilo v njem komaj kaj menihov. Samostan je bil zaprt in spremenjen v zapor, najprej za nasprotnike republikanskega režima. Sledili so odmevni politični zapornik. Leta 1836 so vplivni državljani, med drugim tudi Victor Hugo,  sprožili kampanjo za ponovno vzpostavitev tega, kar je bilo videti kot nacionalni arhitekturni zaklad. Zapor je bil dokončno zaprt leta 1863 in leta 1874 Mount razglašen za zgodovinski spomenik. Mont Saint-Michel in njegov zaliv je bil dodan na seznam Unescove svetovne dediščine leta 1979 kot kulturno, zgodovinsko in arhitekturno pomemben, kot tudi zaradi človeškega ustvarjanja in naravne lepote.

### Načrt opatije
V 11. stoletju je bil Guglielmo da Volpiano  (junij/julij 962 – 1. januar 1031), italijanski arhitekt, ki je zgradil opatijo Fécamp v Normandiji, izbran od Riharda II. Normandijskega, kot izvajalec gradbenih del. Zasnoval je romansko samostansko cerkev, z drznim transeptom na vrhu hriba. Imela naj bi številne podzemne grobnice in kapele, ki naj bi zgrajene nadomestile mase, potrebne za podlago za podporno konstrukcijo, kot jo lahko vidimo danes. Danes je Mont Saint-Michel videti kot stavba romanske arhitekture.
Robert de Thorigny, velik podpornik Henrika II. Angleškega (ki je bil tudi vojvoda Normandije), je okrepil strukturo stavb in v 12. stoletju zgradil glavno fasado cerkve. Leta 1204 je Guy De Thouars, regent vojvodie Bretanje, kot vazal kralja Francije oblegal Mount. Po tem, ko je zažgal vasi in pobil prebivalstvo, se je moral umakniti pred mogočnimi stenami opatije. Na žalost se je ogenj razširil na stavbe in strehe in jih poškodoval. Zgrožen nad krutostjo in izsiljevanjem svojega bretonskega zaveznika, je Filip Augustus ponudil opatu Jordanu donacijo za izgradnjo novega gotskega arhitektonskega sklopa, ki mu je bil dodan tudi refektorij in križni hodnik. 
Karel VI. Francoski je zaslužen za dodajanje večjih utrdb na opatijski gori, gradnjo stolpa, zaporednih dvorišč in krepitev okopov.

## Razvoj
- 10. stoletje
- 11. do 12. stoletje
- 17. do 18. stoletje
- 19. do 21. stoletje

## Uprava
Otoček pripada francoski občini Mont-Saint-Michel, v departmaju Manche, v Spodnji Normandiji. Ima 46 prebivalcev (1999). Najbližje veliko mesto z železniško postajo SNCF, je Pontorson. Mont Saint-Michel pripada Organizaciji mest svetovne dediščine (Organization of World Heritage Cities)..
Mont Saint-Michel je bil tudi predmet tradicionalnega, danes pa humornega, rivalstva med Normani in Bretonci. Bretonci trdijo, da je reka Couesnon označuje tradicionalno ločnico med Normandijo in Bretanjo samo zato, ker je reka skozi stoletja spremenila svoj tok, da je gora na normanski strani meje. Ta legenda zabava prebivalce tega območja, ki pravijo, da se meja ne nahaja na reki Couesnon sami, temveč na celini, 4 km zahodno, ob vznožju trdne gmote Saint Brelade.

## Osebnosti povezave z občino
- Robert de Torigni, znameniti opat;
- Guillaume de Saint Pair, menih v samostanu in avtor romana Mont-Saint-Michel;
- Vojvoda Chartresa, kasneje kralj Ludvik-Filip I. Francoski je pomagal razbiti vrata zaporniške celice;
- Mathurin Bruneau, čevljar, lopov,pretvarjal se je za Ludvika XVII., zapornik med 1821-1822;
- Louis Auguste Blanqui, politični zapornik;
- Armand Barbès, politični zapornik;
- Monsignor Bravard, restavrator opatije;
- La Mère Poulard, restavracija in hotel;
- Émile Couillard, writer, historian of the Mount, and abbot of the Mont-Saint-Michel.

## Gospodarstvo
Le Mont-Saint-Michel že dolgo pripada nekaterim družinam, ki si delijo posel v mestu in upravljajo vas. Turizem je glavni in skoraj edini vir dohodka občine. Imajo približno petdeset trgovin za 3 milijone turistov, medtem ko le 25 ljudi prespi vsak večer na gori (skupaj z menihi), razen v hotelih. Danes so glavne institucije mestu v skupni rabi z:
- Eric Vannier, lastnik skupine Mere Poulard (holding polovice restavracij, trgovin, hotelov in trije muzeji);
- Jean-Yves Vételé, predsednik uprave Sodetour (pet hotelov, supermarket in trgovine -vse extramural, vključno Mercury Barracks);
- Patrick Gaul, nekdanji izvoljeni uradnik, hotelir in notranji restavrator;
- Neodvisni trgovci

## Pobratena mesta
Hatsukaichi, Hirošima, Japonska, kjer se nahaja tempelj Itsukushima, še en otok na Unescovem seznamu svetovne dediščine.
Zgodovinsko gledano, je normanski Mont Saint-Michel partner St. Michael's Mount v Cornwallu, v Veliki Britaniji, ki je bil dan benediktincem, reda Mont Saint-Michel v 11. stoletju.

## Zgodovinski spomenik
V več korakih, od leta 1928 dalje, je bilo 61 stavb zaščitenih kot zgodovinski spomenik Francije: .

## V popularni kulturi
- Leta 1904 je ameriški intelektualec Henry Adams zasebno objavil Mont-Saint-Michel in Chartres [18] posvečeno enotnosti srednjeveške družbe, še posebej kot predstavitev velikih stolnic Francije. Leta 1913 je bilo delo javno objavljeno.
- Francoski skladatelj Claude Debussy je obiskal otok in morda dobil idejo o legendarnem mitskem mestu Ys, pa tudi cerkev Mont Saint-Michel je ideja za njegov klavirski preludij La Cathédrale Engloutie. [19]
- Leta 1942 je Helen MacInnes uporabila Mont Saint Michel kot lokacijo za ključni del v svojega vohunskega romana Cross Channel, določenem v Franciji tik po Bordeauxskem premirju junija 1940. Roman je kasneje preimenovala v  Assignment In Brittany; tudi film se imenuje  Assignment In Brittany in je bil posnet na podlagi romana leta 1943.
- 1950: The Elusive Pimpernel, delo Powella in Pressburgerja. [20]
- 1955: The Mystery of Mont Saint-Michel (La Forêt de Quokelunde), delo Michela Rouze je otroški roman, ki kaže pet otrok, ki raziskujejo otok na taborjenju.
- 1991: Mindwalk [21]
- 2003: Mont Saint-Michel je bila navdih za oblikovanje Minas Tirith v filmu Gospodar prstanov - Kraljeva vrnitev. [22]
- Renesančni Mont Saint-Michel je video igra za več igralcev Assassin's Creed: Brotherhood (2010) in Assassin's Creed: Revelations (2011), delo Ubisoft Montreal.
- 2013: Le Mont Saint-Michel je bil končna točka etape 11. kolesarske dirke Tour de France.
- 2013: načrt za Tower of Mastery v video igri Pokémon X in Y različice je navdihnil Mont Saint-Michel.